# Maor Melikson
Maor Melikson (hebr. ‏מאור מליקסון‎, ur. 30 października 1984 w Jawnem) – izraelski piłkarz występujący na pozycji pomocnika, reprezentant Izraela w latach 2010–2018.

## Kariera klubowa
Maor Melikson jest wychowankiem Maccabi Jawne i zadebiutował w tym klubie w sezonie 2001/02 w rozgrywkach izraelskiej trzeciej ligi. Po sezonie przeszedł do pierwszoligowego Beitaru Jerozolima. Spędził tam cztery sezony, po czym odszedł do drużyny ówczesnego zwycięzcy rozgrywek najwyższej ligi izraelskiej - Maccabi Hajfa. W styczniu 2008 roku trafił do Hapoelu Kefar Sawa, a po zakończeniu sezonu 2007/08 został piłkarzem drugoligowego Hapoelu Beer Szewa. W sezonie 2008/09 Hapoel zajął trzecie miejsce w tabeli i awansował do Ligat ha’Al. W pewnym momencie pełnił w klubie funkcję kapitana zespołu.
31 stycznia 2011 został zawodnikiem Wisły Kraków, z którą podpisał czteroipółletni kontrakt. Pierwszego gola dla krakowskiego zespołu zdobył 4 marca w wygranym 3:1 meczu z Ruchem Chorzów. Rozgrywki zakończył zdobyciem mistrzostwa Polski. W styczniu 2013 roku przeszedł do Valenciennes FC. W lipcu 2014 roku przeszedł do Hapoelu Beer Szewa, gdzie zakończył karierę w 2020 roku.

## Kariera reprezentacyjna
Melikson grał w reprezentacji juniorskiej U-19 oraz młodzieżowej U-21. W seniorskiej reprezentacji Izraela zadebiutował 26 maja 2010 w towarzyskim spotkaniu z Urugwajem. Cztery dni później Izrael zmierzyła się z reprezentacją Chile, a Melikson cały mecz spędził na ławce rezerwowych.
Na początku sierpnia 2010 roku został powołany na obóz treningowy reprezentacji, przygotowujący drużynę Izraela do inauguracji kwalifikacji Mistrzostw Europy 2012. Pod koniec sierpnia Melikson znalazł się w 23-osobowej kadrze Izraela na mecze eliminacyjne z Maltą i Gruzją. Nie zagrał jednak w żadnym ze spotkań. 21 listopada trener reprezentacji Izraela Luis Fernández powołał Meliksona do grona 18 piłkarzy, którym zamierzał się przyjrzeć na specjalnie zorganizowanej w tym celu sesji treningowej. Następnie Melikson został powołany do kadry Izraela w maju 2011 roku, na mecz eliminacji Mistrzostw Europy z Łotwą. Nie zagrał jednak w tym spotkaniu z powodu kontuzji, jakiej doznał w meczu ligowym z Polonią Warszawa. 10 sierpnia, w swoim drugim występie w reprezentacji Izraela przeciwko reprezentacji Wybrzeża Kości Słoniowej, Melikson zdobył dwie bramki. We wrześniowych meczach eliminacji Euro 2012 z Grecją i Chorwacją nie zagrał z powodu kontuzji odniesionej podczas treningu reprezentacji Izraela, przez co był zmuszony przedwcześnie opuścić zgrupowanie kadry.
20 września 2011 prezes PZPN Grzegorz Lato wyjawił, iż Melikson w rozmowie z nim wyraził chęć gry dla reprezentacji Polski. Doniesienia te potwierdził następnego dnia trener Wisły Robert Maaskant. Natomiast Izraelska Federacja Piłkarska wydała oświadczenie, w którym stwierdziła, że Melikson jest graczem reprezentacji Izraela i jest przewidziany w składzie na następny mecz eliminacji Euro 2012 z Maltą. Trener Fernández oraz federacja podkreślili, że jedynym powodem absencji Meliksona w poprzednich meczach kwalifikacyjnych były kontuzje. 22 września Melikson wydał oświadczenie na oficjalnej stronie Wisły Kraków, w którym stwierdził, iż obecnie nie jest gotowy, aby grać dla reprezentacji Izraela lub Polski. Postanowił skoncentrować się na grze w klubie. W styczniu 2012 roku Melikson spotkał się z nowym trenerem reprezentacji Izraela Eli Guttmanem i zadeklarował chęć dalszej gry dla Izraela.

### Bramki w reprezentacji
| Lp. | Data                 | Miejsce                        | Przeciwnik               | Bramka | Rezultat | Ranga meczu                       |
| --- | -------------------- | ------------------------------ | ------------------------ | ------ | -------- | --------------------------------- |
| 1.  | 10 sierpnia 2011     | Stade de Genève, Genewa        | Wybrzeże Kości Słoniowej | 2:3    | 3:4      | Mecz towarzyski                   |
| 2.  | 10 sierpnia 2011     | Stade de Genève, Genewa        | Wybrzeże Kości Słoniowej | 3:4    | 3:4      | Mecz towarzyski                   |
| 3.  | 12 października 2012 | Stade Josy Barthel, Luksemburg | Luksemburg               | 4:0    | 6:0      | Eliminacje Mistrzostw Świata 2014 |

## Życie prywatne
Jego matka pochodzi z Polski – urodziła się w Legnicy, a będąc jeszcze dzieckiem, wyjechała do Izraela. Melikson posiada nabyte po matce polskie obywatelstwo, które zostało potwierdzone 21 stycznia 2011 przez wojewodę mazowieckiego. Jego menedżerem był Dudu Dahan.

## Statystyki
(stan na 25 lipca 2013)
| Klub              | Sezon             | Liga              | Liga  | Liga   | Puchary krajowe | Puchary krajowe | Puchary europejskie | Puchary europejskie | Suma  | Suma   |
| Klub              | Sezon             | Liga              | Mecze | Bramki | Mecze           | Bramki          | Mecze               | Bramki              | Mecze | Bramki |
| ----------------- | ----------------- | ----------------- | ----- | ------ | --------------- | --------------- | ------------------- | ------------------- | ----- | ------ |
| Beitar Jerozolima | 2002/03           | Ligat ha’Al       | 27    | 3      | 5               | 0               | –                   | –                   | 32    | 3      |
| Beitar Jerozolima | 2003/04           | Ligat ha’Al       | 26    | 2      | 7               | 0               | –                   | –                   | 33    | 2      |
| Beitar Jerozolima | 2004/05           | Ligat ha’Al       | 29    | 1      | 7               | 1               | –                   | –                   | 36    | 2      |
| Beitar Jerozolima | 2005/06           | Ligat ha’Al       | 29    | 2      | 7               | 1               | 3                   | 0                   | 39    | 3      |
| Maccabi Hajfa     | 2006/07           | Ligat ha’Al       | 18    | 1      | 6               | 0               | 9                   | 0                   | 33    | 1      |
| Maccabi Hajfa     | 2007/08           | Ligat ha’Al       | 6     | 0      | 9               | 1               | 0                   | 0                   | 15    | 1      |
| Hapoel Kefar Sawa | 2007/08           | Ligat ha’Al       | 15    | 0      | 3               | 2               | –                   | –                   | 18    | 2      |
| Hapoel Beer Szewa | 2008/09           | Liga Leumit       | 28    | 5      | 11              | 3               | –                   | –                   | 39    | 8      |
| Hapoel Beer Szewa | 2009/10           | Ligat ha’Al       | 30    | 9      | 6               | 4               | –                   | –                   | 36    | 13     |
| Hapoel Beer Szewa | 2010/11           | Ligat ha’Al       | 19    | 4      | 4               | 0               | –                   | –                   | 23    | 4      |
| Wisła Kraków      | 2010/11           | Ekstraklasa       | 15    | 4      | 2               | 0               | –                   | –                   | 17    | 4      |
| Wisła Kraków      | 2011/12           | Ekstraklasa       | 18    | 1      | 3               | 1               | 11                  | 3                   | 32    | 5      |
| Wisła Kraków      | 2012/13           | Ekstraklasa       | 13    | 1      | 2               | 0               | –                   | –                   | 15    | 1      |
| Valenciennes FC   | 2012/13           | Ligue 1           | 15    | 2      | –               | –               | –                   | –                   | 15    | 2      |
| Valenciennes FC   | 2013/14           | Ligue 1           | 0     | 0      | –               | –               | –                   | –                   | 0     | 0      |
| Suma              | Beitar Jerozolima | Beitar Jerozolima | 111   | 8      | 26              | 2               | 3                   | 0                   | 140   | 10     |
| Suma              | Maccabi Hajfa     | Maccabi Hajfa     | 24    | 1      | 15              | 1               | 9                   | 0                   | 48    | 2      |
| Suma              | Hapoel Beer Szewa | Hapoel Beer Szewa | 77    | 18     | 21              | 7               | –                   | –                   | 88    | 25     |
| Suma              | Wisła Kraków      | Wisła Kraków      | 46    | 6      | 6               | 1               | 11                  | 3                   | 64    | 10     |

## Osiągnięcia

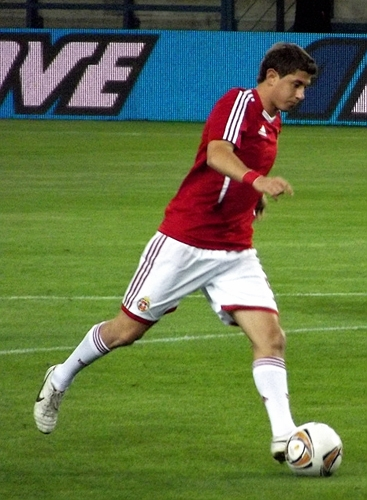
Melikson na rozgrzewce przed meczem Wisły

### Zespołowe
Hapoel Beer Szewa
- Toto Cup Leumit: 2008/09

Wisła Kraków
- mistrzostwo Polski: 2010/11

### Indywidualne
- Odkrycie Sezonu Ekstraklasy: 2010/11
- Największe odkrycie Ekstraklasy w plebiscycie PZP: 2011[15]
- Najlepsza '11' Ekstraklasy w plebiscycie PZP: 2011[15], 2012